# Baraboi (plantă)
Baraboiul (lat. Chaerophyllum bulbosum) este o specie de plante angiosperme din familia umbeliferelor. Specia este originară din Europa și vestul Asiei. Aceasta este o plantă inaltă anual cu flori albe. Baraboiul este cultivat pe o scară mică în unele regiuni ale Europei pentru bulbii comestibili.